# Agrilus rifkindi
Agrilus rifkindi är en skalbaggsart som beskrevs av Hespenheide in Hespenheide och Charles L. Bellamy 2009. Agrilus rifkindi ingår i släktet Agrilus och familjen praktbaggar. Inga underarter finns listade i Catalogue of Life.